# Robert Traylor
Robert DeShaun Traylor (Detroit, 1º febbraio 1977 – Carolina, 11 maggio 2011) è stato un cestista statunitense, professionista nella NBA, in Centroamerica e in Europa. Era soprannominato Tractor, per via della sua stazza superiore alla media.

## Carriera
Dopo una buona carriera nell'università di Michigan viene scelto nel 1998 dai Dallas Mavericks ma è stato subito scambiato con i Milwaukee Bucks in cambio di Dirk Nowitzki. Lo scambio si rivelerà vantaggioso solo per i texani infatti, mentre il tedesco diventa una superstar della NBA, Traylor delude tutte le aspettative.
Dopo sette anni passati nella NBA senza convincere, passa dal 2007 al basket europeo vestendo la maglia del Gestibérica Vigo, poi nel 2008 passa a Porto Rico con i Cangrejeros de Santurce.
La stagione 2008-09 la trascorre in Turchia con l'Antalya Kepez Belediyesi.
Durante il campionato 2009-10 gioca 7 partite con la NSB Sebastiani Napoli prima di partire, complici i problemi economici e societari del club, radiato a stagione in corso.
Muore a Porto Rico l'11 maggio 2011, in seguito ad un infarto.

## Statistiche

### College
| Anno      | Squadra             | PG | PT | MP   | TC%  | 3P% | TL%  | RP   | AP  | PRP | SP  | PP   |
| --------- | ------------------- | -- | -- | ---- | ---- | --- | ---- | ---- | --- | --- | --- | ---- |
| 1995-1996 | Michigan Wolverines | 22 | 4  | 19,9 | 55,4 | -   | 54,8 | 5,9  | 0,5 | 0,9 | 0,7 | 9,0  |
| 1996-1997 | Michigan Wolverines | 35 | 35 | 27,3 | 55,6 | -   | 45,5 | 7,7  | 0,9 | 1,1 | 1,0 | 13,1 |
| 1997-1998 | Michigan Wolverines | 34 | 34 | 32,1 | 57,9 | 0,0 | 64,2 | 10,1 | 2,6 | 1,3 | 1,4 | 16,2 |
| Carriera  | Carriera            | 91 | 73 | 27,3 | 56,6 | 0,0 | 54,5 | 8,2  | 1,5 | 1,1 | 1,1 | 13,3 |

### NBA

#### Regular Season
| Anno      | Squadra             | PG  | PT | MP   | TC%  | 3P%  | TL%  | RP  | AP  | PRP | SP  | PP  |
| --------- | ------------------- | --- | -- | ---- | ---- | ---- | ---- | --- | --- | --- | --- | --- |
| 1998-1999 | Milwaukee Bucks     | 49  | 43 | 16,0 | 53,7 | 0,0  | 53,8 | 3,7 | 0,8 | 0,9 | 0,9 | 5,3 |
| 1999-2000 | Milwaukee Bucks     | 44  | 16 | 10,2 | 47,5 | 0,0  | 60,3 | 2,6 | 0,5 | 0,6 | 0,6 | 3,6 |
| 2000-2001 | Cleveland Cavaliers | 70  | 7  | 17,3 | 49,7 | 0,0  | 56,7 | 4,3 | 0,9 | 0,7 | 1,1 | 5,7 |
| 2001-2002 | Charlotte Hornets   | 61  | 1  | 11,1 | 42,6 | 100  | 63,1 | 3,1 | 0,6 | 0,4 | 0,6 | 3,7 |
| 2002-2003 | N.O. Hornets        | 69  | 0  | 12,3 | 44,3 | 33,3 | 64,8 | 3,8 | 0,7 | 0,7 | 0,5 | 3,9 |
| 2003-2004 | N.O. Hornets        | 71  | 0  | 13,3 | 50,5 | 40,0 | 54,7 | 3,7 | 0,6 | 0,5 | 0,5 | 5,1 |
| 2004-2005 | Cleveland Cavaliers | 74  | 6  | 17,9 | 44,0 | 0,0  | 53,9 | 4,5 | 0,8 | 0,7 | 0,7 | 5,5 |
| Carriera  | Carriera            | 438 | 73 | 14,3 | 47,4 | 16,7 | 57,7 | 3,7 | 0,7 | 0,6 | 0,7 | 4,8 |

#### Playoffs
| Anno     | Squadra           | PG | PT | MP   | TC%  | 3P% | TL%  | RP  | AP  | PRP | SP  | PP  |
| -------- | ----------------- | -- | -- | ---- | ---- | --- | ---- | --- | --- | --- | --- | --- |
| 1999     | Milwaukee Bucks   | 3  | 1  | 15,0 | 77,8 | -   | 50,0 | 4,0 | 0,7 | 0,7 | 1,3 | 5,3 |
| 2000     | Milwaukee Bucks   | 1  | 0  | 4,0  | 0,0  | -   | -    | 2,0 | 1,0 | 0,0 | 1,0 | 0,0 |
| 2002     | Charlotte Hornets | 8  | 0  | 7,8  | 35,0 | 0,0 | 66,7 | 2,0 | 0,4 | 0,3 | 0,3 | 2,3 |
| 2003     | N.O. Hornets      | 6  | 0  | 15,7 | 45,5 | -   | 25,0 | 5,0 | 0,7 | 0,5 | 0,8 | 3,5 |
| 2004     | N.O. Hornets      | 4  | 0  | 10,0 | 44,4 | -   | 66,7 | 2,5 | 0,3 | 0,8 | 0,3 | 2,5 |
| Carriera | Carriera          | 22 | 1  | 11,1 | 45,9 | 0,0 | 52,9 | 3,2 | 0,5 | 0,5 | 0,6 | 3,0 |

## Palmarès
- McDonald's All-American Game (1995)